# Llista d'asteroides/95801–95900
| Nom               | Designació provisional | Data de descobriment | Lloc de descobriment | Descobridor/s               |
| ----------------- | ---------------------- | -------------------- | -------------------- | --------------------------- |
| 95801 -           | 2003 FZ41              | 26 de març, 2003     | Kitt Peak            | Spacewatch                  |
| 95802 Francismuir | 2003 FM42              | 31 de març, 2003     | Needville            | J. Dellinger                |
| 95803 -           | 2003 FX45              | 24 de març, 2003     | Kitt Peak            | Spacewatch                  |
| 95804 -           | 2003 FK47              | 24 de març, 2003     | Kitt Peak            | Spacewatch                  |
| 95805 -           | 2003 FA50              | 24 de març, 2003     | Haleakala            | NEAT                        |
| 95806 -           | 2003 FV51              | 25 de març, 2003     | Haleakala            | NEAT                        |
| 95807 -           | 2003 FX51              | 25 de març, 2003     | Palomar              | NEAT                        |
| 95808 -           | 2003 FQ52              | 25 de març, 2003     | Palomar              | NEAT                        |
| 95809 -           | 2003 FA54              | 25 de març, 2003     | Haleakala            | NEAT                        |
| 95810 -           | 2003 FS54              | 25 de març, 2003     | Haleakala            | NEAT                        |
| 95811 -           | 2003 FB57              | 26 de març, 2003     | Palomar              | NEAT                        |
| 95812 -           | 2003 FA59              | 26 de març, 2003     | Palomar              | NEAT                        |
| 95813 -           | 2003 FW68              | 26 de març, 2003     | Palomar              | NEAT                        |
| 95814 -           | 2003 FW69              | 26 de març, 2003     | Kitt Peak            | Spacewatch                  |
| 95815 -           | 2003 FY73              | 26 de març, 2003     | Haleakala            | NEAT                        |
| 95816 -           | 2003 FR74              | 26 de març, 2003     | Palomar              | NEAT                        |
| 95817 -           | 2003 FC75              | 26 de març, 2003     | Haleakala            | NEAT                        |
| 95818 -           | 2003 FW79              | 27 de març, 2003     | Palomar              | NEAT                        |
| 95819 -           | 2003 FB80              | 27 de març, 2003     | Palomar              | NEAT                        |
| 95820 -           | 2003 FL80              | 27 de març, 2003     | Socorro              | LINEAR                      |
| 95821 -           | 2003 FJ82              | 27 de març, 2003     | Palomar              | NEAT                        |
| 95822 -           | 2003 FM82              | 27 de març, 2003     | Palomar              | NEAT                        |
| 95823 -           | 2003 FW82              | 27 de març, 2003     | Palomar              | NEAT                        |
| 95824 -           | 2003 FP85              | 28 de març, 2003     | Catalina             | CSS                         |
| 95825 -           | 2003 FJ86              | 28 de març, 2003     | Kitt Peak            | Spacewatch                  |
| 95826 -           | 2003 FA87              | 28 de març, 2003     | Kitt Peak            | Spacewatch                  |
| 95827 -           | 2003 FO88              | 28 de març, 2003     | Kitt Peak            | Spacewatch                  |
| 95828 -           | 2003 FD90              | 29 de març, 2003     | Anderson Mesa        | LONEOS                      |
| 95829 -           | 2003 FJ91              | 29 de març, 2003     | Anderson Mesa        | LONEOS                      |
| 95830 -           | 2003 FN92              | 29 de març, 2003     | Anderson Mesa        | LONEOS                      |
| 95831 -           | 2003 FP92              | 29 de març, 2003     | Anderson Mesa        | LONEOS                      |
| 95832 -           | 2003 FQ98              | 30 de març, 2003     | Socorro              | LINEAR                      |
| 95833 -           | 2003 FD99              | 30 de març, 2003     | Socorro              | LINEAR                      |
| 95834 -           | 2003 FF101             | 31 de març, 2003     | Socorro              | LINEAR                      |
| 95835 -           | 2003 FF103             | 24 de març, 2003     | Kitt Peak            | Spacewatch                  |
| 95836 -           | 2003 FS104             | 25 de març, 2003     | Haleakala            | NEAT                        |
| 95837 -           | 2003 FU105             | 26 de març, 2003     | Palomar              | NEAT                        |
| 95838 -           | 2003 FJ107             | 30 de març, 2003     | Socorro              | LINEAR                      |
| 95839 -           | 2003 FN107             | 30 de març, 2003     | Socorro              | LINEAR                      |
| 95840 -           | 2003 FT107             | 30 de març, 2003     | Socorro              | LINEAR                      |
| 95841 -           | 2003 FB109             | 31 de març, 2003     | Anderson Mesa        | LONEOS                      |
| 95842 -           | 2003 FX111             | 31 de març, 2003     | Socorro              | LINEAR                      |
| 95843 -           | 2003 FZ113             | 31 de març, 2003     | Socorro              | LINEAR                      |
| 95844 -           | 2003 FE114             | 31 de març, 2003     | Socorro              | LINEAR                      |
| 95845 -           | 2003 FS114             | 31 de març, 2003     | Kitt Peak            | Spacewatch                  |
| 95846 -           | 2003 FZ115             | 31 de març, 2003     | Kitt Peak            | Spacewatch                  |
| 95847 -           | 2003 FK118             | 26 de març, 2003     | Anderson Mesa        | LONEOS                      |
| 95848 -           | 2003 FQ119             | 26 de març, 2003     | Anderson Mesa        | LONEOS                      |
| 95849 -           | 2003 FZ120             | 25 de març, 2003     | Anderson Mesa        | LONEOS                      |
| 95850 -           | 2003 FA122             | 29 de març, 2003     | Anderson Mesa        | LONEOS                      |
| 95851 -           | 2003 FD123             | 26 de març, 2003     | Moletai              | MAO                         |
| 95852 -           | 2003 FT127             | 31 de març, 2003     | Catalina             | CSS                         |
| 95853 -           | 2003 FU127             | 31 de març, 2003     | Catalina             | CSS                         |
| 95854 -           | 2003 GD3               | 1 d'abril, 2003      | Socorro              | LINEAR                      |
| 95855 -           | 2003 GD5               | 1 d'abril, 2003      | Socorro              | LINEAR                      |
| 95856 -           | 2003 GG6               | 1 d'abril, 2003      | Haleakala            | NEAT                        |
| 95857 -           | 2003 GV9               | 2 d'abril, 2003      | Socorro              | LINEAR                      |
| 95858 -           | 2003 GW9               | 2 d'abril, 2003      | Socorro              | LINEAR                      |
| 95859 -           | 2003 GG10              | 2 d'abril, 2003      | Haleakala            | NEAT                        |
| 95860 -           | 2003 GC11              | 2 d'abril, 2003      | Haleakala            | NEAT                        |
| 95861 -           | 2003 GU12              | 1 d'abril, 2003      | Socorro              | LINEAR                      |
| 95862 -           | 2003 GK13              | 3 d'abril, 2003      | Anderson Mesa        | LONEOS                      |
| 95863 -           | 2003 GE21              | 5 d'abril, 2003      | Anderson Mesa        | LONEOS                      |
| 95864 -           | 2003 GC22              | 6 d'abril, 2003      | Desert Eagle         | W. K. Y. Yeung              |
| 95865 -           | 2003 GA23              | 3 d'abril, 2003      | Anderson Mesa        | LONEOS                      |
| 95866 -           | 2003 GM23              | 4 d'abril, 2003      | Anderson Mesa        | LONEOS                      |
| 95867 -           | 2003 GO23              | 4 d'abril, 2003      | Anderson Mesa        | LONEOS                      |
| 95868 -           | 2003 GB29              | 4 d'abril, 2003      | Haleakala            | NEAT                        |
| 95869 -           | 2003 GC29              | 5 d'abril, 2003      | Kitt Peak            | Spacewatch                  |
| 95870 -           | 2003 GE34              | 5 d'abril, 2003      | Anderson Mesa        | LONEOS                      |
| 95871 -           | 2003 GY34              | 8 d'abril, 2003      | Kvistaberg           | Uppsala-DLR Asteroid Survey |
| 95872 -           | 2003 GB36              | 5 d'abril, 2003      | Anderson Mesa        | LONEOS                      |
| 95873 -           | 2003 GH37              | 6 d'abril, 2003      | Kitt Peak            | Spacewatch                  |
| 95874 -           | 2003 GA44              | 9 d'abril, 2003      | Socorro              | LINEAR                      |
| 95875 -           | 2003 GU44              | 7 d'abril, 2003      | Socorro              | LINEAR                      |
| 95876 -           | 2003 GC46              | 8 d'abril, 2003      | Palomar              | NEAT                        |
| 95877 -           | 2003 GT46              | 8 d'abril, 2003      | Palomar              | NEAT                        |
| 95878 -           | 2003 GG50              | 4 d'abril, 2003      | Kitt Peak            | Spacewatch                  |
| 95879 -           | 2003 GW50              | 8 d'abril, 2003      | Haleakala            | NEAT                        |
| 95880 -           | 2003 GW53              | 4 d'abril, 2003      | Kitt Peak            | Spacewatch                  |
| 95881 -           | 2003 HR                | 20 d'abril, 2003     | Haleakala            | NEAT                        |
| 95882 -           | 2003 HW                | 21 d'abril, 2003     | Catalina             | CSS                         |
| 95883 -           | 2003 HO3               | 24 d'abril, 2003     | Anderson Mesa        | LONEOS                      |
| 95884 -           | 2003 HY3               | 24 d'abril, 2003     | Anderson Mesa        | LONEOS                      |
| 95885 -           | 2003 HL4               | 24 d'abril, 2003     | Anderson Mesa        | LONEOS                      |
| 95886 -           | 2003 HY4               | 24 d'abril, 2003     | Anderson Mesa        | LONEOS                      |
| 95887 -           | 2003 HE5               | 24 d'abril, 2003     | Kitt Peak            | Spacewatch                  |
| 95888 -           | 2003 HV8               | 24 d'abril, 2003     | Anderson Mesa        | LONEOS                      |
| 95889 -           | 2003 HE9               | 24 d'abril, 2003     | Anderson Mesa        | LONEOS                      |
| 95890 -           | 2003 HK9               | 24 d'abril, 2003     | Haleakala            | NEAT                        |
| 95891 -           | 2003 HH10              | 25 d'abril, 2003     | Kitt Peak            | Spacewatch                  |
| 95892 -           | 2003 HO11              | 24 d'abril, 2003     | Anderson Mesa        | LONEOS                      |
| 95893 -           | 2003 HY11              | 25 d'abril, 2003     | Anderson Mesa        | LONEOS                      |
| 95894 -           | 2003 HA12              | 25 d'abril, 2003     | Anderson Mesa        | LONEOS                      |
| 95895 -           | 2003 HF12              | 25 d'abril, 2003     | Campo Imperatore     | CINEOS                      |
| 95896 -           | 2003 HH13              | 24 d'abril, 2003     | Kitt Peak            | Spacewatch                  |
| 95897 -           | 2003 HZ14              | 26 d'abril, 2003     | Haleakala            | NEAT                        |
| 95898 -           | 2003 HQ16              | 28 d'abril, 2003     | Anderson Mesa        | LONEOS                      |
| 95899 -           | 2003 HZ20              | 24 d'abril, 2003     | Anderson Mesa        | LONEOS                      |
| 95900 -           | 2003 HF21              | 25 d'abril, 2003     | Kitt Peak            | Spacewatch                  |